# Ichneumon millerae
Ichneumon millerae is een vliesvleugelig insect (orde Hymenoptera) uit de familie van de gewone sluipwespen (Ichneumonidae). De wetenschappelijke naam van de soort werd in 2016 door Rebecca Kittel gepubliceerd als nomen novum voor de door de Japanse zoöloog Tohru Uchida gepubliceerde naam Ichneumon quadripunctatus (originele combinatie Exephanes tibialis 4-punctata). In het geslacht Ichneumon was de naam al in gebruik als Ichneumon quadripunctatus Provancher, 1886.
De naam gedenkt Olive Thorne Miller (1831–1918), een Amerikaans natuuronderzoekster.